# Списька Теплиця
Списька Теплиця або Списька Тепліця (словац. Spišská Teplica) — село, громада в окрузі Попрад, Пряшівський край, Словаччина.
Уперше згадується 1280 року.

## Географія
Розташоване в північній Словаччині на південній окраїні Попрадської угловини та на північних схилах Вікартовського карсту, приблизно 3 кілометри на південний захід від Попраду. Протікає річка Поточки.

## Населення
| Рік:            | 1994. | 2004.    | 2014.    | 2024.   |
| --------------- | ----- | -------- | -------- | ------- |
| Кількість осіб: | 1666  | 1933     | 2236     | 2286    |
| Різниця:        |       | +16,02 % | +15,67 % | +2,23 % |

| Рік:            | 2023. | 2024.   |
| --------------- | ----- | ------- |
| Кількість осіб: | 2273  | 2286    |
| Різниця:        |       | +0,57 % |

У селі проживає 2171 особа.
Національний склад населення (за даними останнього перепису населення — 2001 року):
- словаки — 95,69 %,
- цигани — 1,80 %,
- чехи — 0,65 %,
- угорці — 0,11 %,
- українці — 0,05 %,
- русини — 0,05 %
- німці — 0,05 %

Склад населення за приналежністю до релігії станом на 2001 рік:
- римо-католики — 91,34 %,
- протестанти — 1,47 %,
- греко-католики — 1,09 %,
- православні — 0,22 %,
- гусити — 0,05 %,
- не вважають себе вірянами або не належать до жодної з вищезгаданих конфесій — 5,23 %

## Пам'ятки
У селі є римо-католицький костел з 1875 року збудований на місці старшого готичного костела з 14 століття.